# Lew Hawk
Lew Hawk, pseudonimo di Lewis Kinoshi (Houston, 2 giugno 1978), è un rapper statunitense.
Egli era membro della The Color Changin' Click e sta attualmente lavorando con Paul Wall a un suo album d'esordio per il 2008. Era originariamente noto per transazioni di droga e per le sue amicizie con i teppisti locali. Lew Hawk fu introdotto da Paul Wall e da Chamillionaire in una compagnia chiamata Gallup Polls verso la fine del 1998 attraverso un amico comune.
Di recente Lew Hawk è tornato sulla scena e sta registrando il suo secondo album underground, Designated Shooter. Ci sono 17 canzoni pronte per essere pubblicate attorno al novembre 2007.